# Odoornerveen
Odoornerveen (52° 51′ N, 6° 47′ L) é uma cidade dos Países Baixos, na província de Drente. Odoornerveen pertence ao município de Borger-Odoorn, e está situada a 12 km, a noroeste de Emmen.
A área de Odoornerveen, que também inclui as partes periféricas da cidade, bem como a zona rural circundante, tem uma população estimada em 390 habitantes.